# Sumpveronika
Sumpveronika (Veronica anagalloides) är en grobladsväxtart som beskrevs av Giovanni Gussone. Enligt Catalogue of Life ingår Sumpveronika i släktet veronikor och familjen grobladsväxter, men enligt Dyntaxa är tillhörigheten istället släktet veronikor och familjen grobladsväxter. Arten förekommer tillfälligt i Sverige, men reproducerar sig inte.

## Underarter
Arten delas in i följande underarter:
- V. a. anagalloides
- V. a. heureka
- V. a. taeckholmiorum